# Карагуататуба (микрорегион)
Карагуататуба (порт. Microrregião de Caraguatatuba) — микрорегион в Бразилии, входит в штат Сан-Паулу. Составная часть мезорегиона Вали-ду-Параиба-Паулиста. 
Население составляет 	281 779	 человек (на 2010 год). Площадь — 	1 956,174	 км². Плотность населения — 	144,05	 чел./км².

## Демография
Согласно сведениям, собранным в ходе переписи 2010 г. Национальным институтом географии и статистики (IBGE), население микрорегиона составляет:						
| Полное население                             | Полное население                             | Полное население                             | Полное население                             | 281 779 |
| -------------------------------------------- | -------------------------------------------- | -------------------------------------------- | -------------------------------------------- | ------- |
| в том числе:                                 | Городское население                          | 274 691                                      | Процент городского населения, %              | 97,48   |
|                                              | Сельское население                           | 7 088                                        | Процент сельского населения, %               | 2,52    |
|                                              | Мужское население                            | 140 350                                      | Процент мужского населения, %                | 49,81   |
|                                              | Женское население                            | 141 429                                      | Процент женского населения, %                | 50,19   |
| Плотность населения, чел/км²                 | Плотность населения, чел/км²                 | Плотность населения, чел/км²                 | Плотность населения, чел/км²                 | 144,05  |
| Население микрорегиона в % к населению штата | Население микрорегиона в % к населению штата | Население микрорегиона в % к населению штата | Население микрорегиона в % к населению штата | 0,68    |

## Статистика
- Валовой внутренний продукт на 2003 составляет 2 019 943 048,00 реалов (данные: Бразильский институт географии и статистики).
- Валовой внутренний продукт на душу населения на 2003 составляет 7956,10 реалов (данные: Бразильский институт географии и статистики).
- Индекс развития человеческого потенциала на 2000 составляет 0,797 (данные: Программа развития ООН).

## Состав микрорегиона
В составе микрорегиона включены следующие муниципалитеты:
1. Карагуататуба
2. Ильябела
3. Сан-Себастьян
4. Убатуба